# 1992年アルベールビルオリンピックのスイス選手団
1992年アルベールビルオリンピックのスイス選手団（1992ねんアルベールビルオリンピックのスイスせんしゅだん）は、1992年2月8日から2月23日までフランスのサヴォワ県アルベールヴィルで開催された1992年アルベールビルオリンピックのスイス選手団、およびその競技結果。

## 概要
今大会は金メダル1個、銅メダル2個の計3個のメダルを獲得した。

## メダル
| メダル | 選手名                                                                              | 競技           | 種目        |
| ------ | ----------------------------------------------------------------------------------- | -------------- | ----------- |
| 金     | グスタフ・ヴェダー ドナット・アクリン                                               | ボブスレー     | 男子2人乗り |
| 銅     | スティーブ・ロハー                                                                  | アルペンスキー | 男子複合    |
| 銅     | グスタフ・ヴェダー ドナット・アクリン ロンレンツ・シンデルホルツ カーディン・モレル | ボブスレー     | 男子4人乗り |